# Rusudana da Geórgia (imperatriz de Trebizonda)
Rusudana da Geórgia (em georgiano:  რუსუდანი) foi uma imperatriz-consorte de Trebizonda, esposa de Manuel I de Trebizonda, e mãe da imperatriz Teodora. Muito pouco se sabe com certeza sobre ela.

## Família
Rusudana é geralmente considerada como membro da dinastia Bagrationi. Porém, Michel Kuršanskis argumenta que ela pode ter sido nada mais que uma plebeia que foi amante de Manuel. Primeiro, Kuršanskis nota que não era um costume georgiano batizar os filhos em homenagem aos pais. "Só isto já deveria ser suficiente para indicar que Rusudana não poderia ser filha de uma rainha de mesmo nome", escreve ele. Além disso, na crônica de Miguel Panareto, ela é apenas uma das três mulheres que deram filhos a Manuel e não é chamada por ele de "kyra" ("senhora"). Finalmente Rusudana é descrita simplesmente como "da Ibéria" e nada mais se diz sobre seus ancestrais como seria de se esperar de um nobre.

## Imperatriz
Rusudana é mencionada brevemente na crônica de Panareto: "Senhora Teodora Comnena, a primeira filha do senhor Manuel Mega Comneno com Rusudana da Ibéria". Baseando-se em fontes georgianas, Kuršanskis sugere que ela teria morrido em 1247.
Manuel teve pelo menos duas filhas cuja mãe não foi mencionado. É possível que elas sejam de Rusudana ou das outras duas esposas. Uma delas se casou com Demétrio II da Geórgia e a outra, com um de seus "didebuls". Embora mencionado em genealogias modernas como um nome, "didebul" é na verdade um título. De acordo com Christopher Buyers, os "didebuls" eram "nobres não-hereditários de alta patente, mais alta que o aznaur, geralmente detido pelos que estavam à serviço do estado".